# Рока Пия
Ро̀ка Пѝя (на италиански: Rocca Pia) е село и община в Южна Италия, провинция Акуила, регион Абруцо. Разположено е на 162 m надморска височина. Населението на общината е 171 души (към 2010 г.).